# Farbror Frippes skafferi
Farbror Frippes skafferi är ett svenskt barnprogram med premiär den 27 oktober 1976.

## Handling
Serien handlar om den prillige men trevlige farbrorn Frippe (Martin Ljung) och hans skafferi, som istället för mat innehåller burkar med olika mönster utanpå och som inuti innehåller rörliga bilder, men även sånger och ramsor.

## Avsnitt

### Säsong 1
1. Ett märkvärdigt skafferi - fyllt med bilderburkar!, sänd 27 oktober 1976[5]
2. Frippe behöver en burköppnare!, sänd 3 november 1976[6]
3. Skafferidörren har hakat upp sig!, sänd 10 november 1976[7]
4. Burkar med minnen i, sänd 17 november 1976[8]
5. Frippe städar och råkar ut för överraskningar, sänd 24 november 1976[9]

### Säsong 2
1980 sändes fyra nya avsnitt av serien med titeln Farbror Frippe flyttar och i samband med detta repriserades de fem tidigare avsnitten från 1976.
1. Huller om buller - huller om burk, sänd 3 november 1980[12]
2. Tänk om man hade vingar, sänd 10 november 1980[13]
3. Packa pappas kappsäck, sänd 17 november 1980[14]
4. Burkar på hjul!, sänd 24 november 1980[15]

## Medverkande
- Martin Ljung – farbror Frippe
- Ulla-Bella Fridh – Märta[16]